# Rosa Maria Estrany Llorens
Rosa Maria Estrany Llorens (Barcelona, 1936) és una diplomada en treball social catalana. Fundadora i presidenta de la Fundació Esclerosi Múltiple des del 1989, ha dedicat més de vint-i-cinc anys de treball a la lluita contra aquesta malaltia i ha contribuït especialment a sensibilitzar els ciutadans sobre aquesta greu malaltia, la seva problemàtica sanitària i les conseqüències socials que se'n deriven. El 2007 va rebre la Creu de Sant Jordi.